# Raianovți, Vidin
Raianovți (în bulgară Раяновци) este un sat în comuna Belogradcik, regiunea Vidin,  Bulgaria. 

## Demografie
Componența etnică a satului Raianovți
     Bulgari (95,28%)
     Nicio identificare (4,71%)
     Altele (0%)
La recensământul din 2011, populația satului Raianovți era de 106 locuitori. Din punct de vedere etnic, majoritatea locuitorilor (95,28%) erau bulgari. Pentru 4,71% din locuitori nu este cunoscută apartenența etnică.